# Reprezentacja Anglii w piłce ręcznej mężczyzn
Reprezentacja Anglii w piłce ręcznej mężczyzn to narodowy zespół piłkarzy ręcznych Anglii. Reprezentuje swój kraj w rozgrywkach międzynarodowych. Dotychczas nie udało mu się uczestniczyć w wielkiej imprezie.

## Występy wMistrzostwach Świata[2]
- Brak udziału